# 朝鮮義勇隊
朝鮮義勇隊（ちょうせんぎゆうたい）は、朝鮮抗日義勇軍あるいは国際旅団と呼ばれ、金元鳳の主導で、1938年10月10日漢口で結成された独立軍である。朝鮮民族前衛同盟の傘下団体に分類される。

## 創設
1937年7月の日中戦争勃発は朝鮮独立運動家に独立を勝ち取る絶好の機会と認識された。これにより各団体で連合戦線問題が提起され、2つの連盟体が結成された。民族陣営の韓国国民党、韓国独立党、朝鮮革命党を中心とした韓国光復運動団体連合会（光復陣線）であり、もう1つは金元鳳の朝鮮民族革命党を中心に光復陣線に参加しなかった無政府主義団体である朝鮮革命同盟と共産主義性向の団体である朝鮮民族解放同盟の3団体で連合した朝鮮民族戦線連盟（民族戦線）であった。
民族戦線は武装部隊の組織と対日抗戦参加を目標にし、これを実行に移した。1938年6月2日、金元鳳が入学させた中央陸軍軍官学校星子分校の生徒90余名が訓練を終えて民族戦線本部がある漢口に到着した。これを契機に金元鳳は、日中戦争勃発1周年となる1938年7月7日、中国軍事委員会に「民族戦線の青年盟員と星子分校卒業生で朝鮮義勇軍を組織し、これらを各戦区に配属させ一線工作を担当する」という趣旨で朝鮮義勇軍の組織を正式に提案した。この提案は蒋介石の裁可を経て中国軍事委員会にて、全ての抗日勢力の連合を前提として、これから組織する部隊は大規模ではないので軍ではなく隊とすること、部隊を軍事委員会政治部管轄下に置くことを条件に承認された。
これにより民族戦線側では光復陣線に連合を提案し、朝鮮民族革命党から離脱した朝鮮青年前衛同盟（前衛同盟）の合流を推し進めた。光復陣線はこれを断ったが、前衛同盟はこれに同調した。
前衛同盟は団体を表面化しないまま秘密組織として朝鮮民族革命党に加入して活動していた団体で、国内で共産主義運動をしていた韓斌、崔昌益、許貞淑が加わり、急進左傾化性向を帯びていた。彼らは1938年5月の朝鮮民族革命党第3次全党代表大会をきっかけに金元鳳の路線に不満を抱いた崔昌益、金学武などの主導の下、星子分校35名と共に全49名が脱党、前衛同盟の組織を公開と同時に別動組織として朝鮮青年戦時服務団を組織し、独自の勢力を維持した。しかし金元鳳の説得と指導者である崔昌益と金学武の意見衝突、資金難などの理由から、彼らは同年9月に民族戦線に合流した。
1938年8月、日本の反戦運動家である青山和夫が「国際義勇軍第1隊組織計画案」を提出。計画案は政治部長陳誠から蔣介石に上申されて「大体実行可能である」と認定され、9月には政治部秘書長賀衷寒が、青山の計画案に基づいて行われた朝鮮義勇軍の組織に関する調査結果とその実施手順を陳誠に上申して同意を得た。青山の原定計画に基づき、国際問題研究所長王芃生の第2次の意見を参酌して組織化に着手した。
1938年10月1日から朝鮮義勇隊を組織するための実務作業が始まり、中国軍事委員会と民族戦線の合同で推進された。中国軍事委員会政治部員5名と民族戦線側では理事で所属団体代表者である金元鳳（朝鮮民族革命党）、崔昌益（朝鮮青年前衛同盟）金奎光（朝鮮民族解放同盟）、柳子明（朝鮮革命同盟）の計9名が参加し、規約綱領の用意及び経費問題、組織方式などの実務協議を進めた。
中国革命27周年記念日の1938年10月10日、漢口で朝鮮義勇隊の成立式が行われた。さらに10月13日には漢口の中華青年基督教会で朝鮮義勇隊成立宣言遊芸大会をもって成立宣言を発表した。朝鮮義勇隊は中国関内の朝鮮独立運動陣営で組織された最初の軍事組織だった。金元鳳、崔昌益、金星淑、柳子明などが委員会政治部員として参加した。朝鮮義勇隊は、本部は総隊長の金元鳳を含む13名、第1区隊は隊長朴孝三、副隊長金世日、政治指導員王通を含む43名、第2区隊は隊長李益星、副隊長陣元仲、政治指導員金学武を含む33名の、合計89名で成り立っていた。朝鮮民族革命党党員と朝鮮青年前衛同盟盟員が主要構成員であり、第1区隊は全員朝鮮民族革命党の党員で、第2区隊は朝鮮青年前衛同盟員及びその他団体の所属員で構成されている。彼らの多くは黄埔軍官学校、朝鮮革命幹部学校、洛陽軍官学校、星子分校など中国の各種軍官学校を通じて軍事訓練を受けていた。
軍事委員会政治部の管轄となり、朝鮮義勇隊発足前は政治部第2庁（庁長：康澤）に指導が委ねられていたが、のちに政治部第1庁に任されることになった。結成時は武漢防衛戦の最中であったため、しばらくは武漢衛戍司令部の指揮を受け、また政治部第3庁の間接指揮を受けることになった。
発足した朝鮮義勇隊を実際に動かしていたのは国民政府軍事委員会政治部であった。隊内には人事、編制、経費などを協議する指導委員会が置かれ、委員会主任は賀衷寒であり、賀を除いた7人の指導委員会委員のうち3人は政治部から派遣されていた。そのうち周威堂と潘文治は設立前から派遣され、準備活動に奔走していた人物であった。指導委員会のメンバーは、中国からは賀衷寒、周威堂、潘文治、矯漢治、朝鮮からは金元鳳、金奎光、金学武、柳子明であった。
計画では隊員数を100人とし、政治部からは経常費5640元、臨時費6600元の計1万2240元が支出され、発足後も経費や武器弾薬が継続的に中国政府から支給された。

## 任務と成果

### 宣伝
朝鮮義勇隊の主な活動は、日本軍に対する偵察と占領地区の情報収集、日本人捕虜の取り調べと思想工作、日本軍に対する政治宣伝工作、中国人に対する抗日宣伝工作であった。朝鮮語・中国語・日本語を駆使できる隊員が多かったため、中国軍の作戦行動に協力して、日本軍に対して伝単をばら撒いたり、ポスターを張り付けたり、拡声器を利用した放送を行なった。主な宣伝内容は「抗日戦争は決して日本人民を消滅しようとするものではなくて、中国の生存と独立とを求める戦いである、戦争の責任者は日本の軍閥である」、「日本による侵略戦争は国家の利益のためではなくて、少数の特権階級、つまり野心を持つ軍閥・財閥・官僚・政客の利益のためである、戦争は民衆に巨大な損失と苦しみを与えるものである」、「戦争は、中国の必勝、反ファシズム国家の必勝、日本・ドイツ・イタリアの必敗に終わる」、「中国の政府、軍隊は捕虜に対する優待政策を取っており、覚醒して投降すれば必ず優待を受けられる」であった。戦地民衆に対しては、敵に利用されることなく機会を見て宣伝する方法と敵の情報を得る方法、中国軍や遊撃隊をどのように助けて対敵作戦をするかなどを教育した。このような宣伝や教育工作は場合によって、敵前もしくは敵地に浸透して行われたが、それは前線指揮官の作戦上の必要性によって決定された。1938年から1940年までの間に、6個戦区13個省を転戦し、5万部の宣伝文書を印刷配布、51万枚の伝単を配布し、40万部の標語を貼った。効果的な宣伝活動を行い、各戦区司令長官部から多くの称賛を受けた。

### 機関紙
朝鮮義勇隊は出版物を創出し、中国抗戦と朝鮮独立運動を宣伝した。1939年1月21日、中国語刊行物『朝鮮義勇隊通訊』が出版。同時に『戦鼓』、『戦崗』、『華中通訊』、『朝鮮義勇隊漢水版』、『朝鮮義勇隊黄河版』、『朝鮮義勇隊華北版』、『江南通訊』などの朝鮮語刊行物、それ以外に第1支隊で中国語刊行物『内外消息』が出版された。これらには朝鮮義勇隊の活動状況、中国抗戦に参加することの意義、朝鮮反日独立運動の希望などが書かれてていた。やがて出版物がアメリカに伝播すると在米朝鮮人によって朝鮮義勇隊後援会が組織され、中国での抗日闘争を応援されることになった。1939年4月にニューヨークとロサンゼルス、10月にシカゴで後援会が設立した。1940年1月1日、機関紙『義勇報』が創られ、朝鮮語と英語の両方で出版。同年4月10日、在米朝鮮人によって在美朝鮮義勇隊後援会連合会が創設。156名が参加し、排日宣伝や日貨抑制運動を展開し、同時に後援金を朝鮮義勇隊に送った。

### 各戦区の特別業務の支援
各戦区司令部及び隷下の政治部を支援し、対敵宣伝隊伍訓練班と日本語訓練班が組織されると、中国軍士兵を選抜して対敵宣伝の初級人員を養成した。2年間で6万名の中下級対敵宣伝員が排出され、講義時間は4千時間ほどであった。それと同時に長官司令部と政治部が収録した敵の無線通信放送の分析、敵軍文書の翻訳、情報資料収集が行われ、作戦時の参考として提供された。第1、5戦区で翻訳された文字は95万字に上った。また朝鮮義勇隊は工作員を敵地に派遣し、情報収集を行った。隊員は日本軍で使役している朝鮮人に接触することで比較的容易に敵地に潜入できた。敵地深くに侵入して比較的信頼できる情報を得ることは難しく、この情報方面における朝鮮義勇隊の貢献は非常に大きかったが、犠牲も特に大きかった。
各戦区の捕虜教育を支援し、日本語に精通していた隊員は中国軍の各捕虜収容所と捕虜訓練機関に派遣された。1939年3月、義勇隊本部から貴州省鎮遠の国民政府軍政部第一捕虜収容所に派遣された政治組の石正（尹世胄）らが、同所に収容されていた31名の朝鮮人捕虜に対して政治教育を行った。31名の内29名が義勇隊に入隊した。日本人捕虜に対する反戦の政治教育も行われ、その成果として日本人の伊藤進が1939年2月に自ら義勇隊に志願した。また同年に文正一と呉民星が第1戦区長官公署に派遣され、日本人捕虜の政治教育を行った。朝鮮人捕虜に比べて困難が大きかったが、30余名の日本人捕虜を教育し、そのうち成績が比較的良かった6名が朝鮮義勇隊に参加した。日本語を話せる人が存在したとはいえ、生活文化も思考形態も異なる朝鮮義勇隊への日本人の参加は容易ではなく、日本人と朝鮮人との間に感情上の不和などをもたらしていた。1942年後半に伊藤進ら3名は重慶の僑民収容所に強制収容されたが、のちに改組編入された義勇隊に復帰した。

### 演劇
朝鮮義勇隊は宣伝方式を多様化させ、演劇を積極的に活用した。宣伝で最も効果的だったのが歌謡や演劇で、これらを引き受けたのは政治組所属の宣伝隊（隊長：金昌満）であった。朝鮮義勇隊の最初の公式的な抗日演劇は成立祝式に行われ、武昌起義を記念するために演劇「鐵」と独幕劇「豆滿江邊」を公演した。
武漢の陥落により、隊本部は桂林に移動するが、当時の桂林は文芸活動の中心地であり、このことから朝鮮義勇隊の抗日演劇はさらに発展した。朝鮮義勇隊は「阿里朗」「朝鮮的女兒」「反攻」「義勇隊」などを公演した。準備過程で難しい点が多々あったが、中国第5路軍総政治部国防芸術社所属の中国側抗敵芸術団体の助けを受けて解決した。
1941年以降、朝鮮義勇隊の抗日芸術の中心地は華北に移されることになった。1941年12月に起きた胡家庄戦闘は韓中共同抗日闘争の象徴として、各地でこれを題材とした公演が行われた。
朝鮮義勇隊の北上によって重慶の隊本部は萎縮したが、このような状況で朝鮮義勇隊系の子供は自ら奮闘する方法を模索し、最終的に朝鮮三一少年団が組織され、抗日演劇公演や講演などの活動が続けられた。団員は20名で、3名の中学生を除くとほとんどが小学生であった。金健玉が庶務、崔東秀が訓練を担当し、最年長で話術に優れ活動力のある金尚華が団長を務めた。彼らは冬季休業に毎日2時間公演などに関する授業を行い、外部の人間を招いて演説を聞いて歌などを学び、中国児童団体である上海児童劇団、7.7少年団などと共に音楽大会、街頭劇、郷村工作、負傷兵慰労、節約献金などを通じて抗日戦争を援助した。その他に金元鳳と朝鮮義勇隊、日本反戦運動家の青山和夫、鹿地亘、緑川英子、台湾義勇隊隊長の李友邦と劉啓光などを歓迎するための各種連合歓迎会を数回行った。

### 前線での活動
日本軍に対する宣伝は主に、兵士に反戦厭戦思想を鼓吹させて士気を低下させるともに彼らの投降を誘導するものであったが、これらの活動は陣地宣伝と遊撃宣伝を通じて行われた。陣地宣伝は日本軍の陣地に近づき、演説をしたり標語が書かれた大きな横断幕を掲げたりすることであり、一例として1939年2月、第2区隊が湖北省北部の鄂北戦線において日本軍の塹壕から80尺（約24メートル）前方で「日本の兄弟達よ！我々の共同の敵は日本軍閥だ」「日本の師兄弟達よ！どうして遠い他国に来て惜しい命を捨てようとするのか」などの垂れ幕を掲げて日本語で演説した。遊撃宣伝は敵陣や敵後方に潜入して伝単を散布したり、壁報や標語などを貼る活動である。
実戦の中で「人形の戦い」や「紙飛行機による伝単散布」など新たな対敵宣伝が生み出された。「人形の戦い」とは、通城一帯の日本軍は兵力不足から各要点に遠くから歩哨に見える藁人形を使用していたが、義勇隊の隊員は密かに4体の人形を持ち去り、形を加工してから同じ場所に戻ってきた。「日本軍部暴力派」と書かれた腹の出た人形を中国人、日本人、朝鮮人に模した人形が竹刀で突き刺すような形に配置した。これを見つけた日本軍は「日本軍部暴力派」を「蒋介石」に書き換え、さらに義勇隊が「日本軍閥の終焉」と書いて、付近に数百枚の日本語の伝単をばらまいた。「紙飛行機による伝単散布」は空中から伝単を散布する方法で、実際には紙飛行機ではなく凧であった。日本軍の陣地から500メートル離れた場所で、細工した凧を空に揚げて伝単を散布し、これらを敵陣に落とすことに成功させた。時には銃撃の中で敵に対して大声で呼びかけることもあり、通城錫山の戦闘では負傷兵を救助し、火や煙や砲弾の音の中で敵に向かって叫び、交代で演説した。
中国軍の協同作戦を通じて日本軍と直接戦闘を行うこともあった。第82師第488団に配属された第1区隊第1遊撃宣伝隊は1939年3月21日の石城湾北側の待ち伏せ攻撃に参加し、この戦闘内容は第82師政治部の3月21日付戦闘詳報にそのまま載せられ、複数の新聞もこの待ち伏せで「朝鮮義勇隊第1分隊すなわち遊撃工作隊」が敵戦車2両と自動車8台に砲弾を撃って燃やし、敵軍約3～40名を射殺する戦果を上げたと報道した。朝鮮義勇隊は中国軍部隊に配属され、日本軍に対する襲撃や交通、通信設備の破壊を行った。
このような活動の中で朝鮮義勇隊は「宣伝すなわち戦闘」という原理を発現させた。これは宣伝は戦闘に値するという意味ではなく、宣伝工作は戦闘性を含み有能な戦闘人材だけが宣伝の最高効果を上げることができるというものであった。

## 活動
中国の第二次国共合作で、国民党政府の統一的かつ組織的な後援を受けられるようになった朝鮮義勇隊は、国民党政府軍の支援部隊として改組され、中国本土で日本軍と対峙した隊員たちは、国民党政府から毎月食費20ウォンと工作費10ウォンが支給された。国民党政府は、朝鮮義勇隊員は左翼活動家として判断して、最前線に配置した。
結成された朝鮮義勇隊は武漢防衛戦に参加。当時政治部第3庁庁長であった郭沫若は、朝鮮義勇隊が壁に書いたスローガンを見た時の心情を自身の回顧録で回想している。
武漢撤退後、一部は北上抗日を主張し、一部は南で国民党との共闘を主張した。意見は統一することが出来ず、それぞれ自分の主張通りに、北上する人は北上し、南下する人は南下した。李維民の引率で許貞淑、李根山、李達、金チョルが武漢八路軍弁事処の助けを借りて延安に行った。その後、崔昌益が張志民、呉民星、コン・リャンウなど10名ほどを率いて延安に向かった。
武漢三鎮が陥落した後、本部は広西省桂林に移動し、軍事委員会西南行営政治部に統括された。第1区隊は第9戦区の湖南省長沙から平江一帯、第2区隊は第5戦区の湖北省北部と第1戦区の河南省洛陽で活動した。
第1区隊は10月21日に漢口を後にし、列車便と行軍で湖北省北部の衡山に移動した。到着すると第1区隊員のうち20名は船で北上し、12月3日に長沙に入り、4組に分かれて罹災民救護金支給事業を援助した。長沙での民間救護事業と都市修復事業を終えると、1939年1月頃から第31集団軍第92軍の第21師と第82師に配属され前線で活動した。区隊本部は平江県上塔市に置かれ、区隊員は第1、2陣地宣伝隊と第1、2遊撃宣伝隊に分けられ、中国軍との共同作戦で対峙、突撃、遊撃などの状況に応じた宣伝を行った。1939年3月から5月まで湖南省北部の戦闘に参加。
第2区隊は武漢防衛戦時の宣伝工作に参加し、10月22日の夜明けに撤収した。車両で湖北省北部に移動し、第5戦区司令長官部の要員に会い、指示を受けて武勝関の広水に向かった。途中避難民の列に遭遇して空襲を受けたうえ広水方面の道路が破壊されていたため、進路を西に変えて大洪山沿いに行軍して襄樊に入った。
11月15日から21日まで宣伝活動した第2区隊は、上部命令によって部隊を二分し、1つは厲山で第84軍軍長と接見し、区隊長李益星の他26名の隊員が随県応城市及び信陽市一帯と棗陽市で活動した。もう1つは第2分隊員8名が王子仁の引率で老河口に移動した。第5戦区政治部に配属された第1分隊の崔昌益、張志民、孔明宇は延安に行き、分隊長の李世栄と隊員の魯民、文正一、呉民星、高峰起、白正は1939年夏に成始伯の引率で第1戦区司令長官部に移った。文正一、呉民星は司令部要員として活動し、李世栄や高峰起などは黄河北岸に渡り、敵後方の新郷などで宣伝活動を行った。
朝鮮義勇隊は、戦争の苦痛を直接経験している軍人だけでなく、日本の民衆も後方で戦争を援助しながら苦しんでいるため、革命勢力が成長する可能性を持っていると見て、前線の日本軍と本国の大衆を対象とした反戦運動が効果的に遂行されれば、大日本帝国の総崩壊を促進できると考えた。日本軍士兵を対象とした宣伝活動では、戦争の長期化により、前線の兵士の心理的不安感を刺激することに注力し、さらに兵士の包摂にも多くの努力を傾け、捕虜の口を通して日本軍で経験する人間的苦悩と心理的葛藤を表した。彼らの困難な事情を捕虜の証言から裏付けることによって、機関紙読者により高い信頼性と率直さを与えた。
朝鮮義勇隊通訊2号（1939年2月）の「一個日本捕虜的告白」では韓志成と捕虜の対談が掲載された。牧本によれば、兵士達は自身の苦しみと心的苦痛を手紙に書きたいと思っていたが、手紙は部隊の徹底した検閲を受け、軍事に関する内容を言及することは厳しく禁止されていたので、1人で孤独に耐えなければならなかったという。別の捕虜の荒木は、自身の故郷で8回も徴兵が行われ、壮丁の半分が軍人として動員されたことにより、家族を扶養したり、耕作する人がいなくなってしまい、これにより前線の兵士達の士気は大きく落ちたと証言した。こうした証言から朝鮮義勇隊は、すぐに日本の人民と士兵を日本帝国主義軍閥と明確に区分することで、後方の日本大衆も反日本的国主義連帯の対象と認識した。
朝鮮義勇隊通訊6号（1939年3月）の「十日時事」で日本の経済的困難を説明し、戦争の長期化による日本国内の厭戦情緒を紹介した。中国人指導委員の矯漢治は、朝日新聞の報道から日本が中国侵略戦争で70万名の人力と100億円の軍備を消費したと述べ、これは日露戦争に投入した軍備より7倍多い金額だと強調した。このような消耗戦を行ってきた日本に持久戦を遂行する余力は無いため、まもなく本国内で反戦運動が活発に展開されると推測した。
1939年3月、三一節記念行事に出席した金元鳳は鹿地亘から朝鮮義勇隊で何が最も困難かを聞かれ、国民党下では朝鮮人のための革命団体ではなく、中国の軍事機関の一部もしくは下請組織になる危険と戦わなければならないことだと答えた。賀衷寒は、義勇隊が宣伝工作という政治工作に偏ることを警戒し、部隊が出動する際、隊員に訓示して「宣伝などはどうでもよいから、できるだけ敵情を探る諜報活動に力を注ぐように」と指示した。また各部隊には監視目的で中国人指導員（黄埔軍官学校系統のスパイ）が送られているが、武漢に近い第9戦区で活動している第1区隊だけで10人おり、彼らは「ただむだ飯を食ってのらくらしているだけで、邪魔になることおびただしい」という。義勇隊は指導員制度廃止を求めて戦っているが、反戦同盟は最初から彼らを受け入れてはならないと助言した。
賀衷寒と康澤などは捕虜教育運動が人民的と嫌っており、義勇隊の管理行政が政治部に移管されると、藍衣社系の教導員を送り朝鮮義勇隊の活動を拘束しようとした。
第1区隊は本部の命令で衡陽に集結し、1939年9月から11月まで強化訓練を実施した。この期間中の10月29日に義勇隊指導委員会は、編制拡大に重点を置いた組織改編案を中国軍事委員会に報告した。この案は、現在の2個区隊を3個支隊及び2個独立分隊に増強し、本部を総隊部に格上げするものであった。以前の区隊は各戦区の派遣を念頭に置いた「区域部隊」という意味で付けられたが、1個区隊の派遣及び活動戦区が複数になり、義勇隊本隊の枝となる部隊の意味を強調して支隊に変更した。
これまでの活動で新たに58名（中国人11名含む）が加わり、総勢155名となり、このうち第1区隊は63名、第2区隊は37名、その他50余名は本部要員か訓練中であった。さらに10月中旬には貴州省鎮遠の捕虜収容所から解放された朝鮮人捕虜31名のうち呉文星など22名が訓練を経て戦線に送られる予定であった。
1939年11月、第1区隊員の半数で第1支隊を編成してすぐ北上し、残りの32名と解放捕虜出身の新隊員31名で第3支隊を編成した。中国軍事委員会政治部はこの報告を追認し、1940年7月3日に義勇隊組織規程及び編制表に関する訓令を送り、このため第1支隊（支隊長：朴孝三、政治指導員：王通）は78名、第2支隊（支隊長：李益星、政治指導員：林平）は75名、第3支隊（支隊長：金世日、政治指導員：楊民山）は63名となった。第1支隊は第4戦区と第9戦区、第2支隊は第1戦区と第2戦区、第5戦区、第3支隊は第3戦区と第9戦区の配置となった。
第2支隊は、第5戦区にて1939年から1940年までの間に3回の鄂北会戦に参加。1940年2月、第1戦区の河南省北部新郷付近の林県及び汲県一帯で通信網と鉄道を破壊し、同時に伝単2千枚と小冊子50余部を散布した遊撃戦を展開した。
第3支隊は1939年12月3日に命令を受けて江西省北部錦河一帯の戦場に直行し、第19集団軍総司令部がある分宜に到着する。第3支隊員は第58軍に配属された後、4個の工作隊に分かれ錦河沿岸の最前線で戦闘を繰り広げた。1939年12月に江西省乾州街の襲撃戦と南昌付近の西山遊撃戦に参加。1940年3月、総隊部から「即時華北工作に移せ」と命令が下され、4月11日、第3支隊は集団軍参謀の王逸曙の歓送を受けて高安一帯の工作地を離れ、江西省吉安に集結、そこで第3戦区の浙江省金華に向かった一部人員以外は学習と準備をし、6月20日に吉安を離れて重慶に入った。第3戦区には李蘇民を責任者とする約20名前後が派遣され、彼らは下級将校の待遇を受け、軍内の政治部体系と情報体系に所属した。
1939年後半から1940年初めにかけて朝鮮義勇隊内部で進路を模索する議論が活発に行われた。義勇隊が6個戦区13個省に分散配置され、義勇隊の統一性はもちろんのこと、活動効能さえ減少する問題点が現れ、力量の集中と活動の根拠地を構築できないことが大きな欠点として指摘され、新しい進路に対する議論が起きたためである。『朝鮮義勇隊』に載せられた報告書や論評文では、日本が占領した地域に朝鮮人が増加している実情に注目し、活動地域を華北に移すことを述べている。
1940年3月、総本部が重慶に移転。1940年初めから各戦区に分散していた隊員が洛陽に集結し始め、同年3月から第9戦区に配属された第1支隊が部隊長の申岳を中心に北上して第1戦区地域の洛陽に移動し、第5戦区で活動していた第2支隊、第3戦区と第9戦区で活動していた第3支隊もほぼ全兵力が10月上旬頃までに集結した。
1940年9月17日、大韓民国臨時政府は重慶で光復軍を組織した。臨時政府側では朝鮮義勇隊に対して「非武装宣伝団体、中国政府に隷属された一介民衆団体、朝鮮民族の独立性を喪失」などと非難した。
1940年11月4日、重慶で朝鮮義勇隊第1次拡大幹部会議が開催。各支隊の分隊長級まで参加した全体会議であり、明示的な表現はされなかったが、朝鮮義勇隊の華北進出を公式に決定したものだった。
1940年12月31日、第2支隊副支隊長の王子仁を団長とした親善訪問団が西安に到着して韓国青年戦地工作隊を訪問した。理由は不明だが、戦地工作隊との合作または吸収が目的と推測される。しかし親善訪問団が西安に到着した翌日、戦地工作隊は光復軍に吸収され、隊長の羅月煥も隊員が朝鮮義勇隊と会わないように取り締まり、朝鮮義勇隊の意図した成果を上げることは無かった。
1941年、金元鳳は義勇隊隊長名義で国民政府外交部に対して依頼状を送った。それは朝鮮義勇隊通訊編訊組組長の韓志英を宣伝活動の目的で香港、シンガポール、フィリピン等に派遣したいので、外交部の駐香港代表やシンガポールなどの中国領事館に協力を要請するというものであった。外交部は直接回答を避け、軍事委員会政治部が義勇隊に宛てて正式回答を同年5月に送付するという手続きを踏んだ。
1941年春、各地に分散していた義勇隊は河南省洛陽に集結して訓練が行われた。同年3月から5月下旬にかけて華北に移動した義勇隊は4度に分けて黄河を渡り、八路軍根拠地であった太行山に逃亡した。隊本部の人員と一線工作員を除いた隊員の80パーセントが華北に移動した。
朝鮮義勇隊が華北進出を決定し、これを実行するまでには中国共産党地域の延安で活動していた朝鮮人共産主義者と深い関わりがあった。延安には武亭を代表とする朝鮮人共産主義者が八路軍や新四軍で活動しており、ここに前衛同盟を離脱した崔昌益が1938年末に許貞淑、馬春植など18名と共に延安に加わった。彼らは華北地域の朝鮮人を糾合して抗日戦を展開するための準備を推進しながら、朝鮮義勇隊の北上を誘導していた。前衛同盟の指導者であった崔昌益は、義勇隊に所属している前衛同盟員と韓斌を中心に着実な連絡関係を有しており、韓斌に連絡員の周雲龍を派遣して朝鮮義勇隊の北上とその吸収を目的とした華北朝鮮青年連合会の創設を提案した。
中国共産党も朝鮮義勇隊の共産党解放区への移動を誘導した。新四軍戴洪山挺進縦隊司令部党委員会は、1939年末、第2支隊に胡哲明を責任者とする秘密地下組織を建設し、これにより前衛同盟を主軸とした相当数の隊員が中国共産党に入党して中国共産党解放区に移動する上で決定的な役割を果たした。また重慶所在の八路軍弁事処主任であった周恩来は金元鳳の個人秘書だった司馬璐を通じて朝鮮義勇隊の華北北上を説得したという。
朝鮮義勇隊が洛陽に集結する頃にこのような延安側との交信が相当行われていたようで、また延安と関係する勢力によって朝鮮義勇隊は掌握されていった。前衛同盟員が中心となった第2支隊だけでなく、第1支隊も韓斌によって掌握された。金元鳳の路線に批判的だった韓斌は青年党員10余名と共に民族革命党を脱党し、朝鮮民族解放同盟と前衛同盟の勢力を糾合して1940年12月に朝鮮民族解放闘争同盟を結成、韓斌の主導下で行動統一を成した。これにより華北進出方向が第1、2支隊は延安となり、金元鳳の路線に忠実であった第3支隊は東北進出の前段階で綏遠省五原にある東三省挺進軍司令官馬占山指揮下の部隊との合流を目指した。
国民党管内に取り残された金元鳳と義勇隊の一部は有名無実化し、国民政府軍事委員会の命令により、1942年5月に韓国光復軍第1支隊に編入された。
太行山桐谷に集結した部隊は朝鮮義勇隊華北支隊に改編した。支隊長は朴孝三、副支隊長は李益星、政治指導員は金学武が就任した。隷下の第1隊長は李益星が兼任し、第2隊長は金世日、第3隊長は王子仁がなった。第1隊は安陽磁県方面（太行軍区第5軍分区）、第2隊賛皇荘代臨城方面（太行軍区第1軍分区）、第3隊は順徳方面（太行軍区第6軍分区）で活動した。名目上は重慶の隊本部との連絡を維持し、隊本部の指揮を受けることになっていたが、武亭や崔昌益らが組織した華北朝鮮青年連合会とさらに緊密な連携を持つようになる。1941年7月から1942年8月まで華北支隊は、中国語、日本語、朝鮮語の伝単3万余枚、漫画4万余枚を撒き、八路軍との共同参戦は40余回に上った。
1941年8月中旬、山西省遼県桐峪鎮上武村で朝鮮義勇隊幹部訓練班が創設。主任は、武亭、副主任は陣光華、教官は石正であり、学生は約80名であった。
華北支隊は1941年12月に胡家庄で第108旅団（旅団長：洪思翊少将）と交戦した。山西省聞喜県胡家莊で華北支隊武装宣伝隊が対日宣伝から帰還中に日本軍に包囲され、包囲網突破過程で分隊長孫一奉や朱東旭、崔鉄鎬、王観淳、朴吉東ら5名が戦死し、支隊長金世光など4名が負傷した。金学鉄は負傷して捕虜となり、それから3年間、日本の長崎監獄で懲役となり、終戦後に帰国した。1942年5月には日本軍の包囲作戦の際に八路軍の脱出を援護した。この戦闘で石正、陣光華（本名・金昌華）、胡維伯などの幹部が戦死した。彼らの遺体は左権将軍の墓の近くに埋葬された。同年7月、朝鮮義勇軍に改称。

## 人物
| 氏名       | 役職           | 出身校                           | 前歴                                | 備考                                                                         |
| 金元鳳     | 総隊部隊長     | 新興武官学校 黄埔軍校4期歩兵科   | 義烈団                              | 光復軍に編入。                                                               |
| 申岳       | 機要組主任     | 黄埔軍校第5期                    | 中国軍将校                          |                                                                              |
| 申榮三     | 機密主任       |                                  | 南京国民政府航空署軍医              |                                                                              |
| 李集中     | 総務組長       | 黄埔軍校4期歩兵科                | 中国軍将校                          | 光復軍に編入。                                                               |
| 金奎光     | 政治組長       | 広州嶺南大学                     | 黄埔軍校教官                        |                                                                              |
| 韓志成     | 通訊編訊組長   | 中国中央政治学校                 |                                     | 光復軍に編入、印緬戦区工作隊隊長。                                           |
| 尹世胄     | 本部員         | 新興武官学校                     | 義烈団                              | 1942年6月戦死。                                                              |
| 李春岩     | 人事主任       | 黄埔軍校6期歩兵科                | 中国軍憲兵上尉 朝鮮革命幹部学校教官 |                                                                              |
| 宋旭東     | 通訊処桂林主任 | 黄埔軍校武漢分校政治科           |                                     | 光復軍に編入                                                                 |
| 于百煥     | 通訊処宜昌主任 | 中央軍校洛陽分校3期              |                                     |                                                                              |
| 王克強     | 通訊処洛陽主任 | 中央軍校特別班6期                |                                     |                                                                              |
| 韓一來     | 編輯組委員     |                                  |                                     |                                                                              |
| 金昌満     | 宣伝隊長       | 中央軍校特別班                   | 朝鮮民族革命党                      |                                                                              |
| 朴孝三     | 支隊長         | 黄埔軍校4期歩兵科                | 中国軍歩兵少校                      | 朝鮮人民軍第9師団長。                                                        |
| 李益星     | 支隊長         | 中央軍校10期                     | 中国軍歩兵少尉 中央軍校特別班区隊長 |                                                                              |
| 王子仁     | 支隊長         | 中央軍校10期                     |                                     | 戦後、東北野戦軍独立第4師師長。                                              |
| 金學武     | 政治指導員     | 中央軍校特別班                   |                                     | 1943年戦死。                                                                 |
| 趙烈光     | 分隊長         | 朝鮮革命幹部学校2期 中央軍校11期 | 中央軍校特別班見習軍官              | 朝鮮人民軍第15師団長。                                                       |
| 李鐵重     | 隊員           | 中央軍校11期                     | 中央軍校特別班見習軍官              | 終戦後、西海水上保安隊（朝鮮人民軍海軍の前身）隊長（初代）、1946年11月殉職。 |
| 張志福     | 隊員           | 中央軍校特別班                   |                                     | 戦後、西海水上保安隊隊長（3代）。                                            |
| 陳國華     | 隊員           | 中央軍校特別班                   |                                     | 戦後、東海水上保安隊隊長（初代）。                                           |
| 金剛       | 隊員           | 中央軍校特別班                   |                                     | 戦後、朝鮮人民軍文化副師団長、8月宗派事件で中国に亡命。                      |
| 金漢中     | 隊員           | 中央軍校特別班                   |                                     | 戦後、朝鮮人民軍予備師団長、8月宗派事件で粛清。                              |
| 文正一     | 隊員           | 中央軍校特別班                   | 朝鮮民族前衛同盟                    | 戦後、延辺朝鮮族自治州の政治家。                                             |
| 張平山     | 隊員           | 中央軍校特別班                   |                                     | 朝鮮人民軍師団参謀長、軍団長歴任。8月宗派事件で粛清。                        |
| 伊藤進     | 隊員           |                                  | 日本軍士兵                          | 新隊員、日本人、日本人民反戦同盟第5戦区支部長                                |
| 荒木       | 隊員           |                                  | 日本軍士兵                          | 新隊員、日本人                                                               |
| 池田       | 隊員           |                                  | 日本軍士兵                          | 新隊員、日本人                                                               |
| 松井一三   | 隊員           |                                  |                                     | 新隊員、日本人、日本人民反戦同盟第5戦区支部員                                |
| 大竹義雄   | 隊員           |                                  |                                     | 新隊員、日本人、日本人民反戦同盟第5戦区支部員                                |
| 井村芳子   | 隊員           |                                  |                                     | 新隊員、日本人、日本人民反戦同盟第5戦区支部員                                |
| 井村つきよ | 隊員           |                                  |                                     | 新隊員、日本人、日本人民反戦同盟第5戦区支部員                                |